# Scymnus gilae
Scymnus gilae är en skalbaggsart som beskrevs av Thomas Casey 1899. Scymnus gilae ingår i släktet Scymnus och familjen nyckelpigor. Inga underarter finns listade i Catalogue of Life.